# Archidiocèse de Guwahati
L’Archidiocèse de Guwahati (anciennement Gauhati) est une circonscription ecclésiastique de l’Église catholique dans l’Assam, un État dans l’Inde extrême orientale. Une mission de des pères Salvatoriens allemands est reprise par les Salésiens en 1922. Développée dans la plaine du Brahmapoutre elle devient diocèse en 1992. Guwahati étant la capitale de l’Assam le diocèse est érigé en archidiocèse métropolitain en 1995. 
L'archidiocèse couvre les districts civils de Nagaon, Morigaon, Kamrup (métropolitain), Kamrup (rural), Nalbai et Goalpara, tous dans l’Assam. Les quatre autres diocèses du même État lui sont suffragants, de même que les deux diocèses de l'Arunachal Pradesh. Les quelque 75000 catholiques sont groupés en 39 paroisses. L’archevêque actuel (2014) en est Mgr John Moolachira. La cathédrale du Christ Porteur des Bonne Nouvelle et la Co-Cathédrale de Saint-Joseph sont situées à Guwahati.

## Histoire
Deux missionnaires jésuites portugais, Joao Cabral et Estevao Cacella, partis de Hooghly (au Bengale) et en route pour le Tibet (le ‘Potente’), visitent la région et passent en 1626 à Hajo, un centre de pèlerinage hindou au bord du Brahmapoutre à une vingtaine de kilomètres de Guwahati. Des chroniques augustiniennes de 1682 mentionnent une communauté florissante de chrétiens à Rangamati - près de 7000 fidèles - dans le royaume de Cooch Behar (à Dhubri?), mais il n’en reste aucune trace.
En 1850 des pères des Missions étrangères de Paris établissent une petite mission à Bongnia, en Assam, à plusieurs journées de distance de Guwahati. Leur intention était d’en faire un poste de passage en route vers le Tibet. En 1854 les pères Bourry et Krick sont assassinés dans les collines de Mishmi, à l’extrême Nord-Est de l’Inde.
Un père des missions étrangères de Milan, Jacopo Broy est le premier à s’établir à Gauhati. Il construit une petite église à Nowgong (aujourd’hui ‘Nagaon’), et en 1883, la première chapelle en briques de Gauhati (aujourd’hui ‘Guwahati’).   
En 1890 la mission est confiée aux pères Salvatoriens allemands, un institut religieux missionnaire récemment fondé à Rome. Les pères Gallus Schrole et Rudolph Fontaine sont les premiers missionnaires catholiques de l’Assam. Mais la grande majorité des catholiques de la région sont en fait des indigènes du Chota Nâgpur, en Inde centrale (diocèse de Ranchi), venus chercher du travail dans les plantations de thé d’Assam, alors en pleine expansion. 
En 1922 les Salésiens de Don Bosco arrivent en Assam. La mission se développe considérablement dans la plaine du Brahmapoutre (Dibrugarh, Tezpur, etc) et les collines et montagnes voisines du Meghalaya (Garo et Khasi hills) , Nagaland et Manipur.
Le 30 mars 1992, le diocèse de Guwahati est créé par le pape Jean-Paul II, détachant la vallée du Brahmapoutre de l’Archidiocèse de Shillong. Guwahati étant la capitale de l’État d’Assam, il est, trois ans plus tard, érigé en archidiocèse métropolitain, le 1er août 1995, ayant comme suffragants tous les diocèses d’Assam.

## Supérieurs ecclésiastiques

### Évêque de Guwahati
- 1992-1995 : Thomas Menamparampil, salésien

### Archevêques de Guwahati
- 1995-2012 : Thomas Menamparampil, salésien (démissionnaire)
- 2012-    : John Moolachira

## Source
- Annuario pontificio 2010, Città del Vaticano, 2010.